# Barton Hills (Michigan)
Barton Hills est un village du comté de Washtenaw, dans l'État du Michigan, aux États-Unis. En 2020, il comptait une population de 316 habitants.